# جيجاكيرت
جيجاكيرت (الأرمنية: Գեղակերտ؛ ويُشار إليها أيضًا باسم ساماغار)، هي قرية في محافظة آرماوير في أرمينيا. يوجد في القرية كنيسة من القرن الثالث عشر تُعرف باسم سورب هاروتيون (القيامة المقدسة)., بالإضافة إلى نافورة تذكارية مخصصة لأولئك الذين لقوا حتفهم في الحرب العالمية الثانية. يوجد أيضًا مدرسة (407 طلاب)، ومحطة إسعافات أولية، وبيت ثقافة، ومركز مجتمعي، وروضة أطفال.

## كنيسة سورب هاروتيون
كنيسة سورب هاروتيون مبنية من الطوب اللبن ولها تفاصيل من طوب أحمر حول نوافذها وأبوابها. يوجد مدخلان للداخل، أحدهما من الجنوب، والآخر من الغرب. ومن المثير للاهتمام أيضًا، الأقواس المبنية من الطوب والمطلية بـالفيروزي حول البوابات. تم تصميم مذبح الكنيسة ليشبه واجهة الكنيسة. تستقر في مشكاة عند المذبح، لوحة مذهبة لـمريم العذراء وهي تحمل طفلًا يسوع.

## أشخاص بارزون
- يوريك ساركيسيان، حائز على الميدالية الفضية الأولمبية، وبطل العالم وأوروبا في المصارعة

## معرض الصور

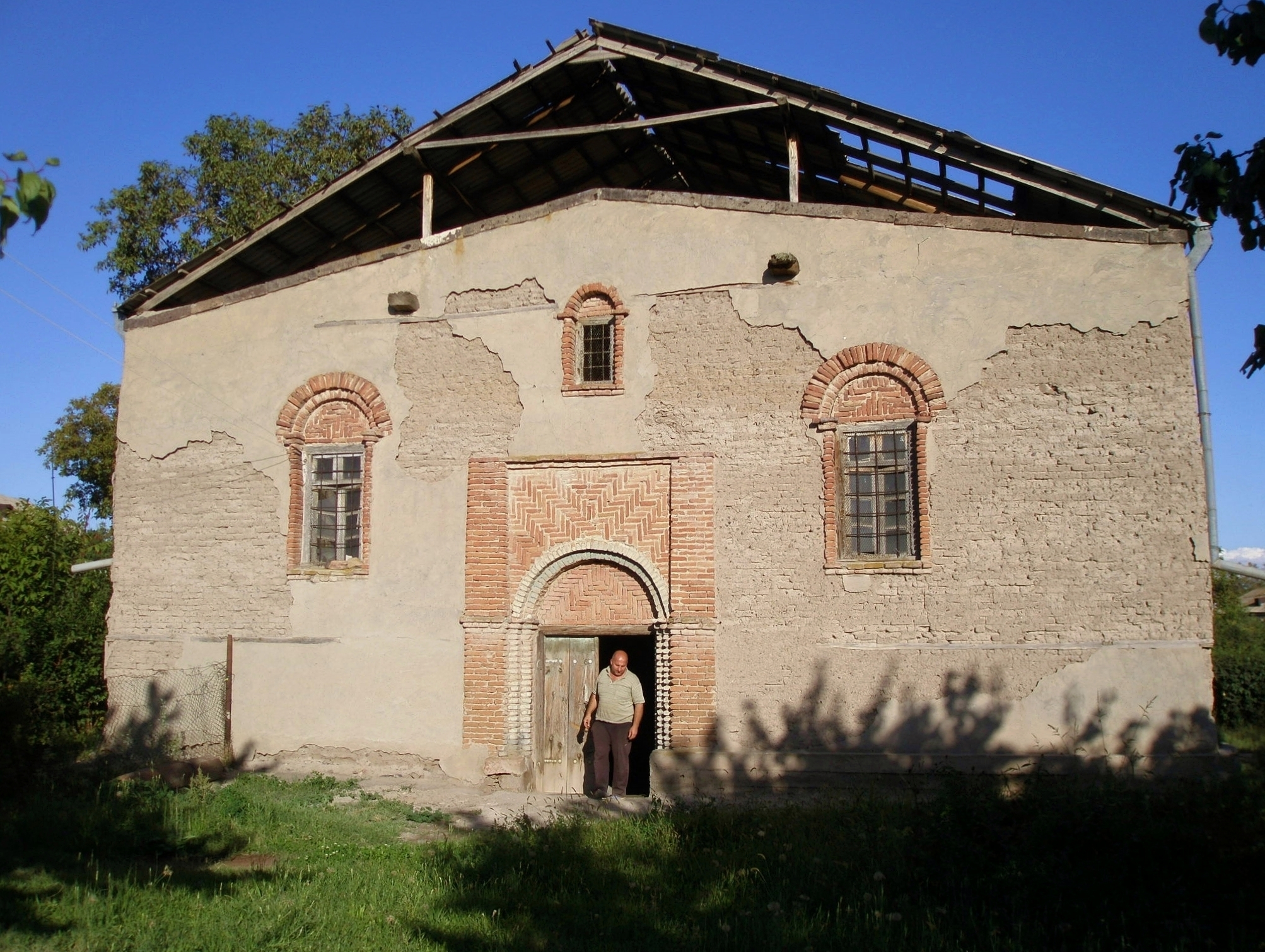
الواجهة الغربية ومدخل كنيسة سورب هاروتيون (القرن الثالث عشر)
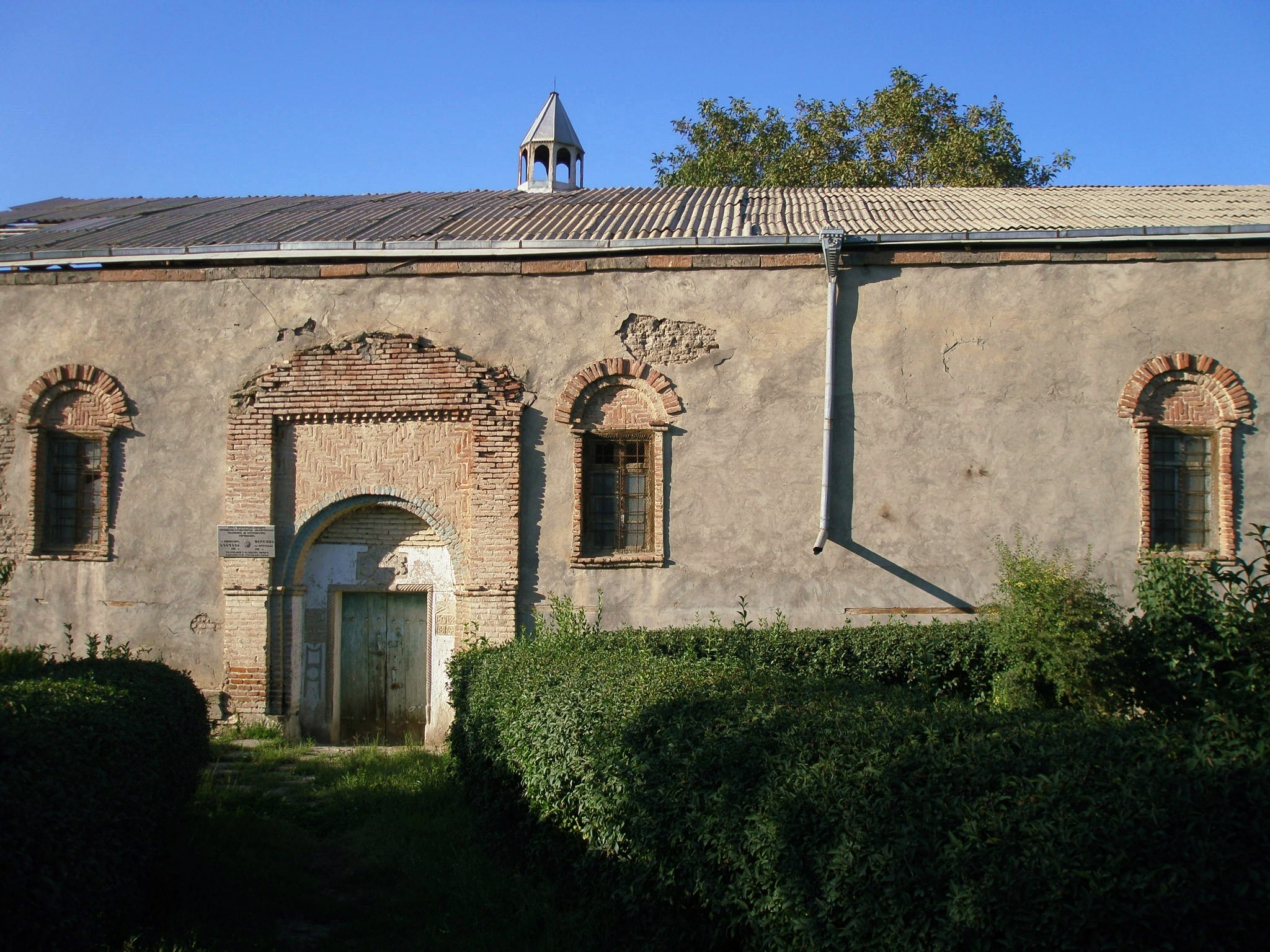
الواجهة الجنوبية ومدخل كنيسة سورب هاروتيون (القرن الثالث عشر)
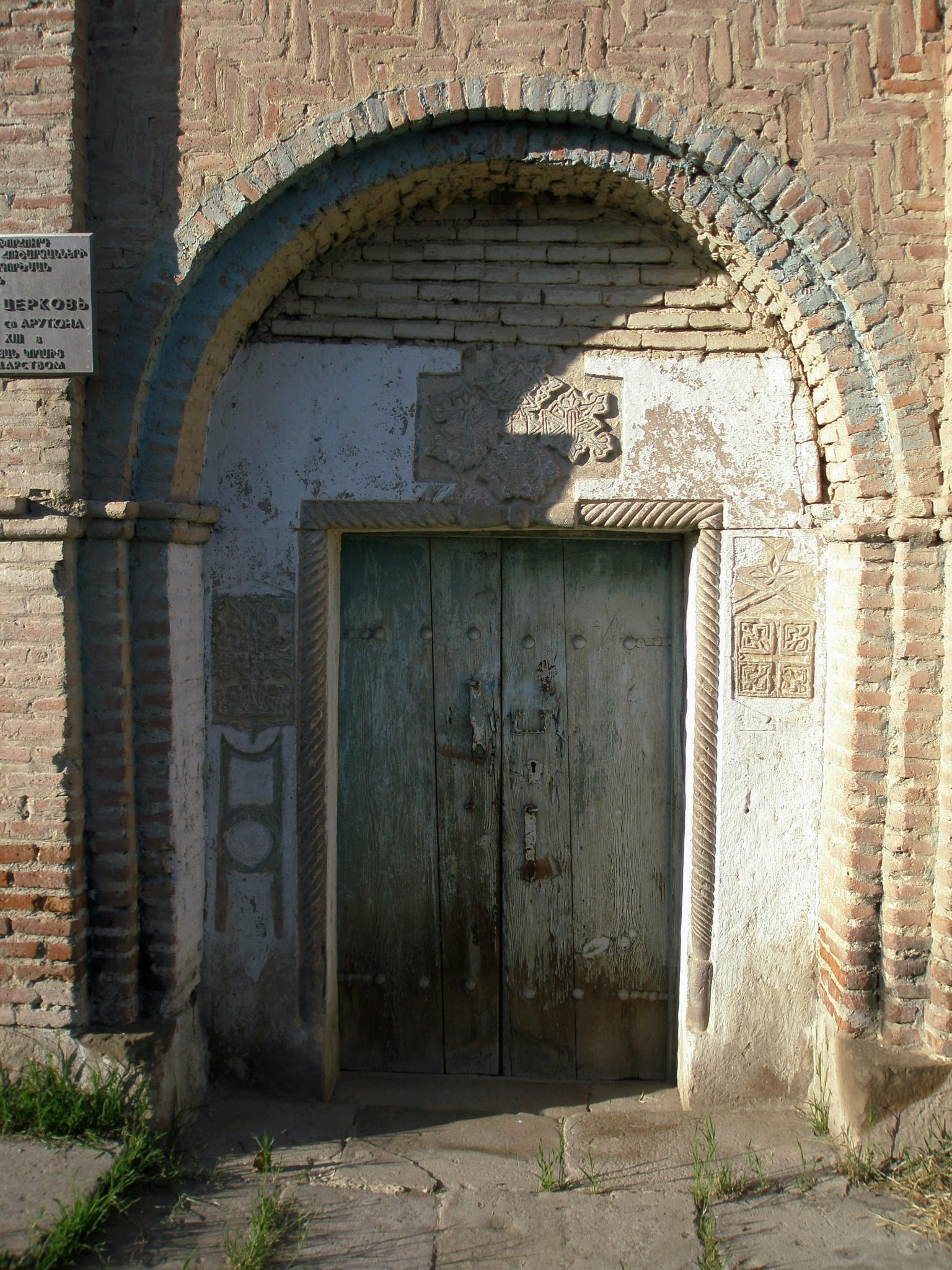
المدخل الجنوبي

## روابط خارجية
قالب:مقاطعة آرماوير